# Habitatge al carrer Ample, 38 (Canet de Mar)
L'Habitatge al carrer Ample, 38 és una obra de Canet de Mar (Maresme) protegida com a Bé Cultural d'Interès Local.

## Descripció
Es tracta d'un edifici de planta baixa i un pis. A la planta baixa hi ha la porta d'accés i una balconera. Al primer pis trobem un balcó corregut de forma bombada amb dues balconeres. Totes les obertures presenten un emmarcament en relleu. A la part superior la forma de l'emmarcament recorda un frontó. Al centre d'aquest hi ha una espècie de medalló. Al primer pis hi ha decoració ceràmica de color blau.
L'edifici està rematat per un ràfec i un coronament decoratiu d'obra.